# Poldr Žichlínek
Poldr Žichlínek je největší suchý poldr na území České republiky. Bývá také stále ještě uváděn jako největší stavba svého druhu ve střední Evropě.  Není to už ovšem pravda, v Polsku byl v roce 2020 dokončen suchý poldr Ratiboří o objemu 186 milionů m³. Žichlínek se nachází na soutoku Moravské Sázavy a Lukovského potoka, jižně od obce Žichlínek, v katastrálním území Žichlínek a Rychnov na Moravě. Plocha zátopy je 166,0 ha. Retenční prostor nádrže činí 5,9 mil. m³. Výška hráze nad terénem je 7,6 m.

## Využití
Jeho hlavním úkolem je zadržet povodňové vody Moravské Sázavy a snížit kulminační průtok stoleté povodně. Poldr je postaven tak, aby stoletou povodeň (Q100) o objemu 17 mil. m³ snížil ze 126 m³/s na 59 m³/s při celkové délce trvání 5 dnů. Poldr Žichlínek je významný z hlediska protipovodňové ochrany měst Litovel a Olomouc, ale i dalších obcí podél toku Moravské Sázavy a řeky Moravy.

## Revitalizace
Současně se stavbou hráze došlo i k revitalizaci toků Moravské Sázavy a Lukovského potoka. Obě vodoteče zde byly v minulosti napřímeny a okolní vlhké louky meliorovány. Spolu s meandrujícími toky byly vytvořeny mokřady a stálé vodní plochy na dně poldru, které tvoří zhruba 10 procent z celkové jeho rozlohy. Tyto vodní plochy přitahují velké množství ptáků. Byl zde pozorován například sokol stěhovavý (Falco peregrinus), jeřáb popelavý (Grus grus), nebo ústřičník velký (Haematopus ostralegus).

## Zajímavosti
Nádrž je rozdělena tělesem železniční trati Česká Třebová – Přerov na severní a výrazně větší jižní část.

## Galerie

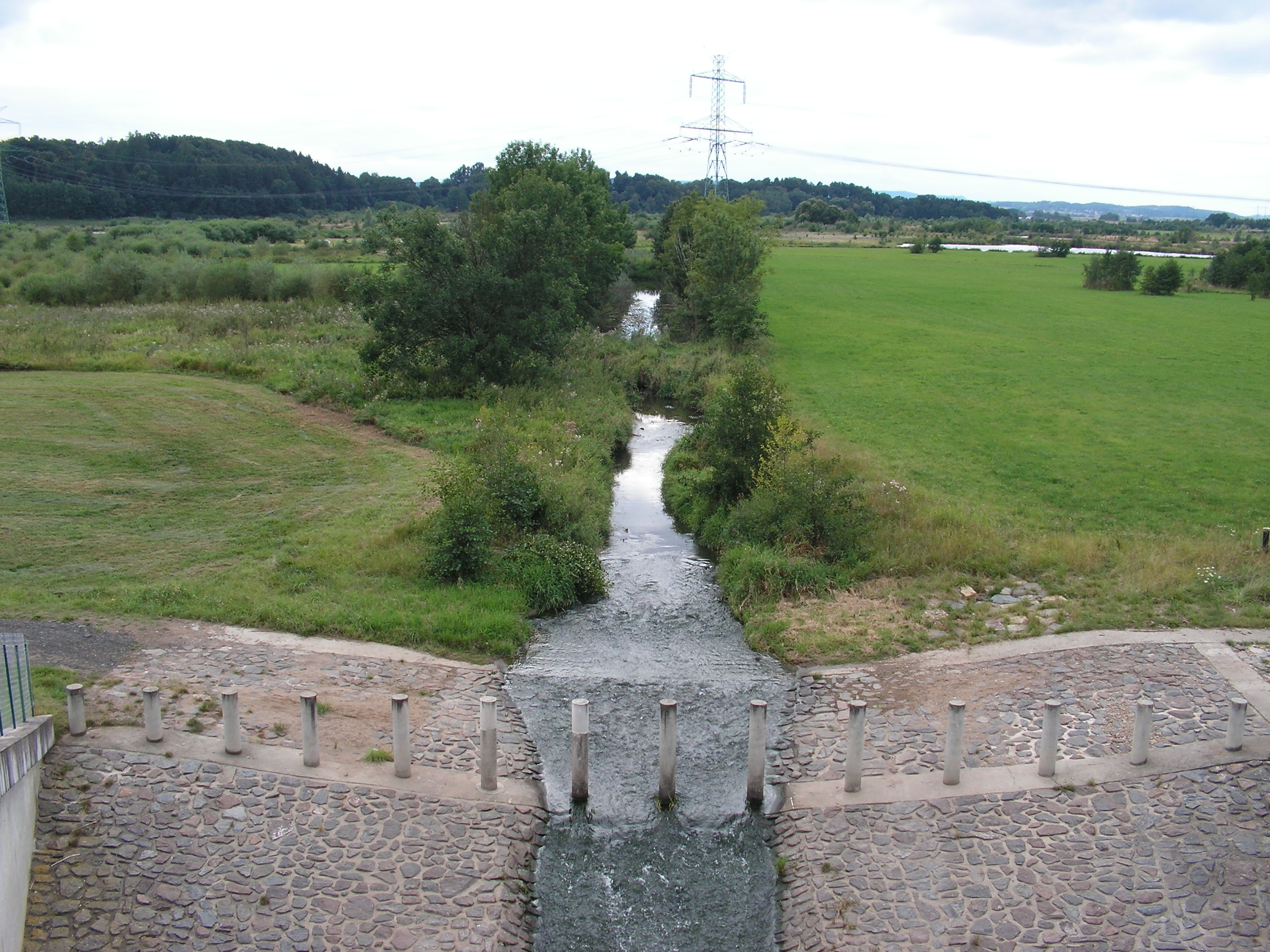
Pohled z hráze na dno poldru a stabilizované předpolí výpusti
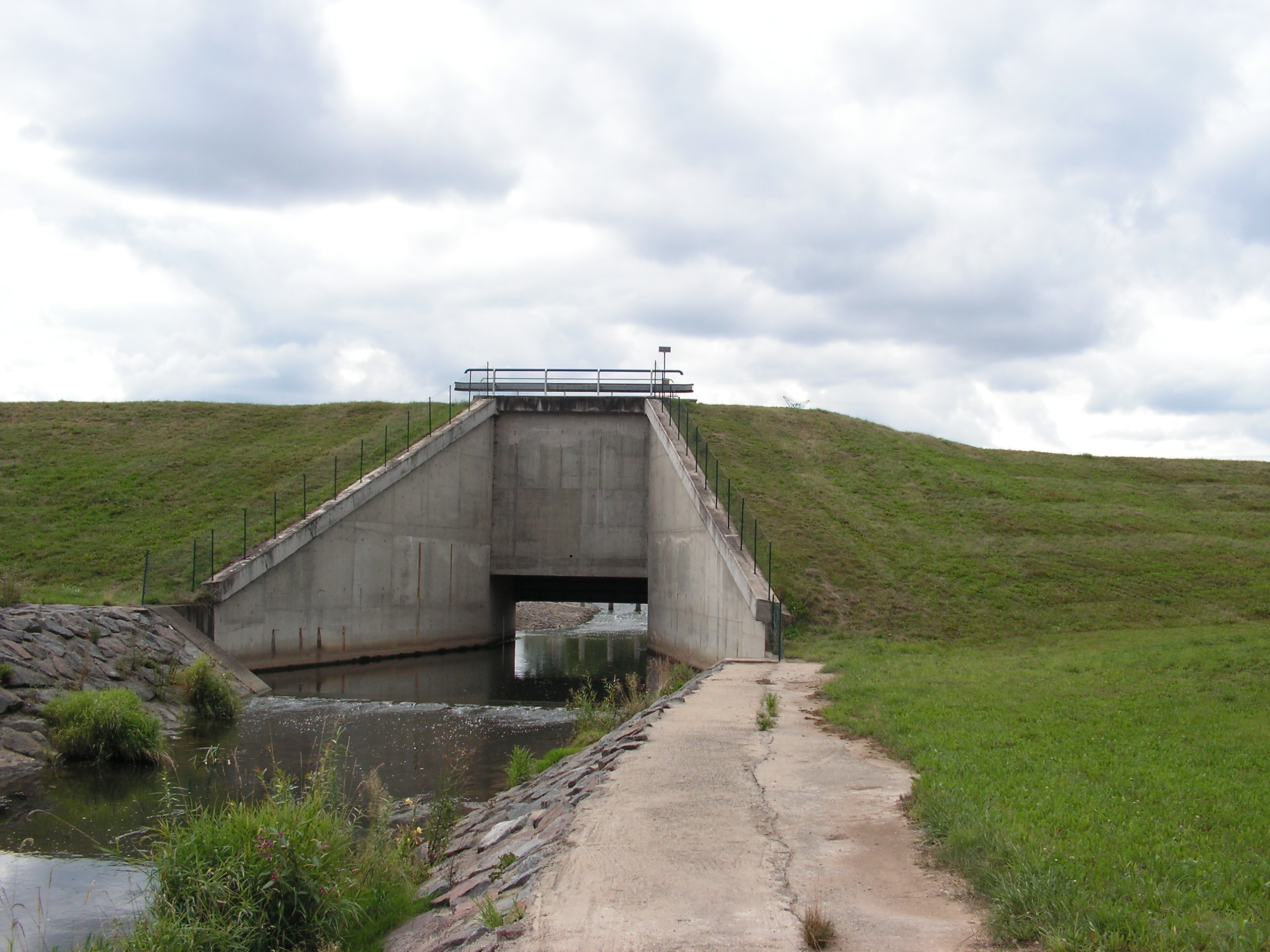
Objekt vlastní základové výpusti, vývar výpusti a část bezpečnostního přelivu hráze
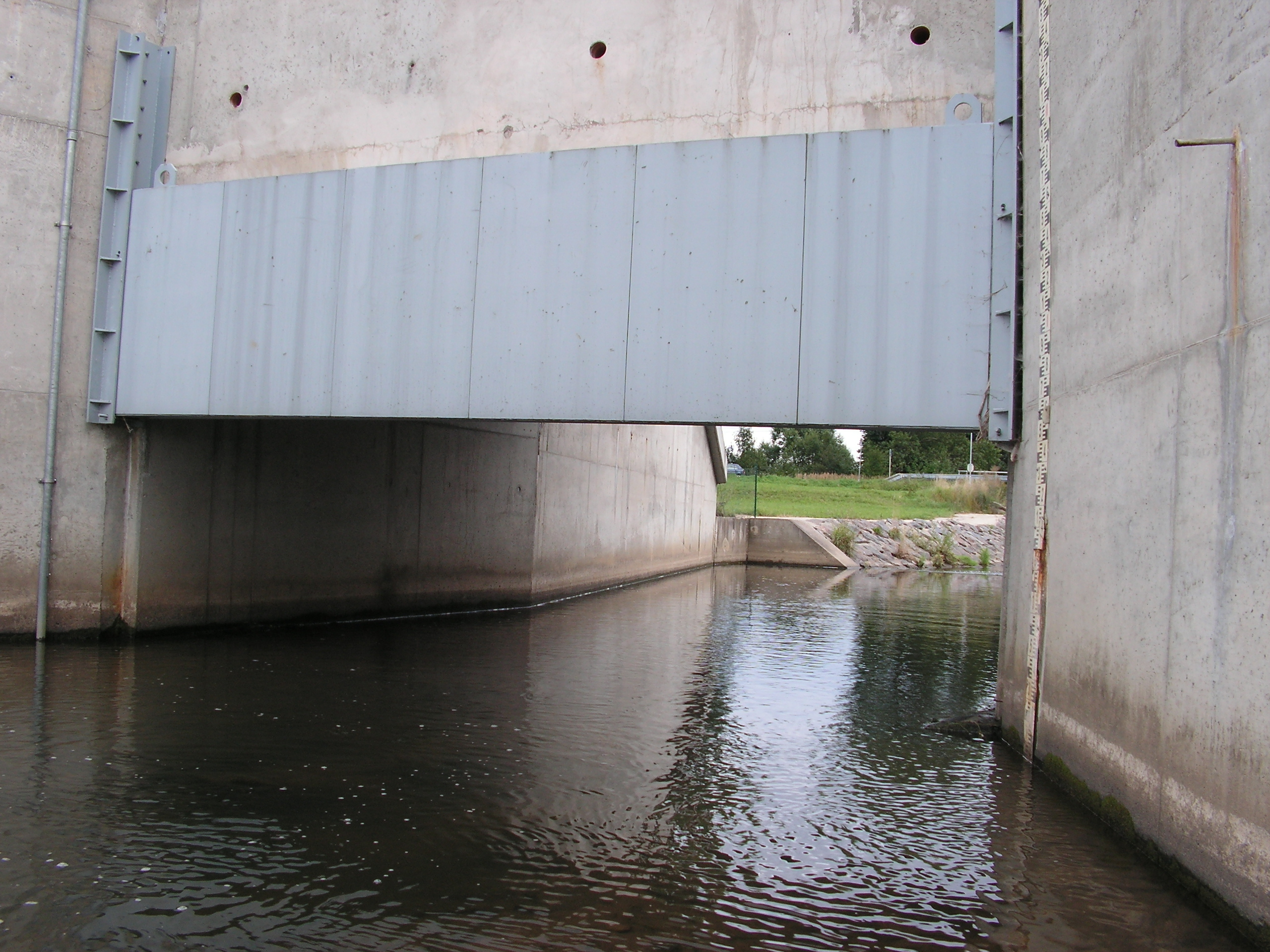
Průtočný profil výpusti o velikosti 6 x 1,6 m
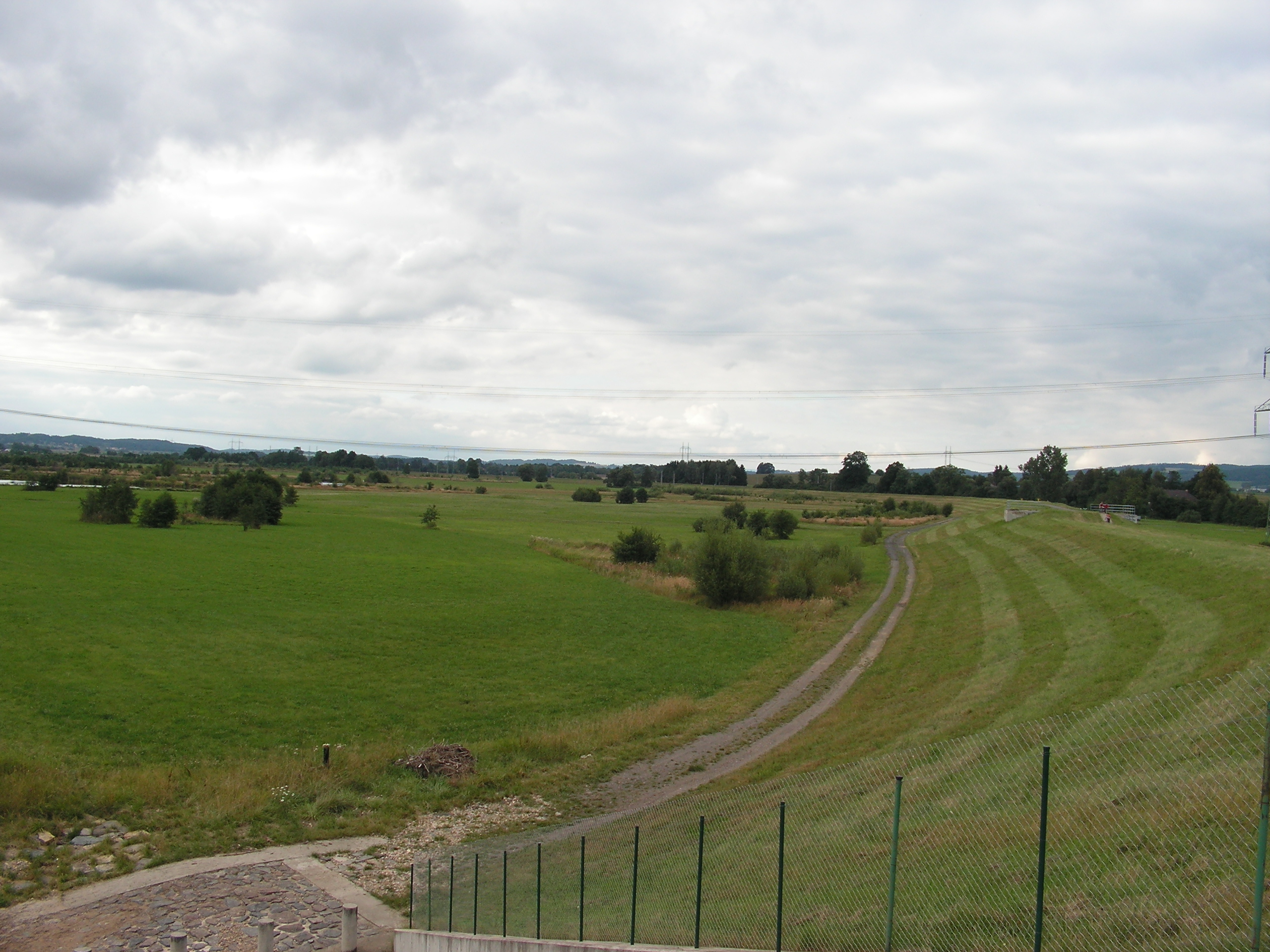
Pohled na hráz, bezpečnostní přeliv a dno poldru